# 歌川勝重
歌川 勝重（うたがわ かつしげ、生没年不詳）とは、江戸時代の浮世絵師。

## 来歴
歌川国勝の門人。文政11年（1828年）建立の豊国先生瘞筆之碑に、「国勝社中」として名がある。師である国勝の作画期から文政以降に活動した絵師だったと見られるが、作や経歴については不明。なおギメ美術館には「勝重画」の落款がある柱絵「見立妹背山」を所蔵するが、描かれている人物の風俗は寛政中期を下らないものであり、これが瘞筆之碑に記される勝重の作なのかどうかは明らかではない。